# Чернечі джерела
Чернечі джерела - гідрологічна пам'ятка природи, об'єкт природно-заповідного фонду Сумської області.

## Опис
Статус надано 16.09.2004 року. Площа – 5,22 га. 
Розташована на виїзді з Глухова в напрямку Шостки. 
Охороняється два самовиливних джерела води у вигляді округлих чаш діаметром 8 та 10 м, що живлять р. Берізка та прилеглий болотний масив. Вода має гарні смакові якості і використовується населенням для побутових потреб і  релігійних обрядів.

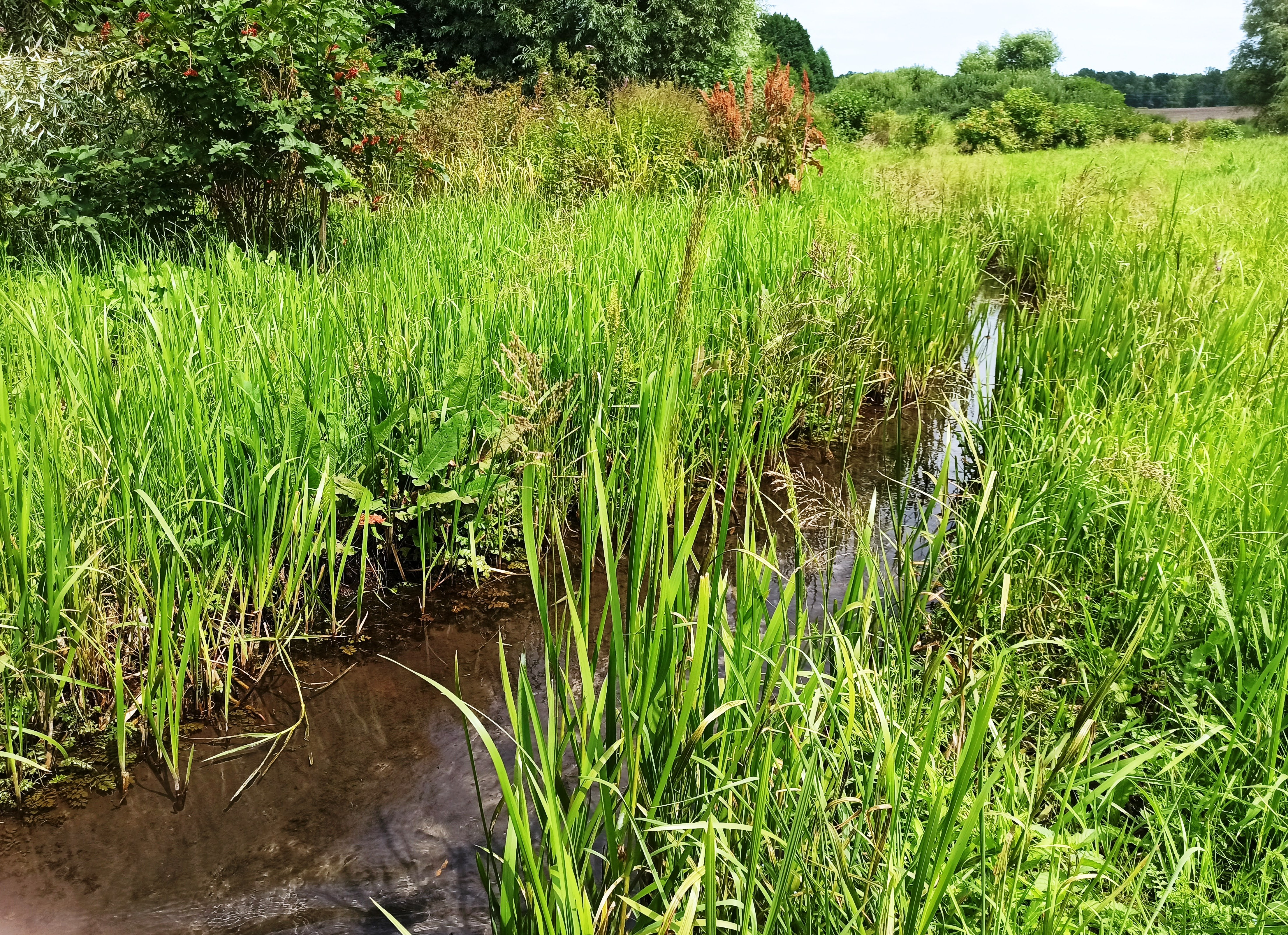
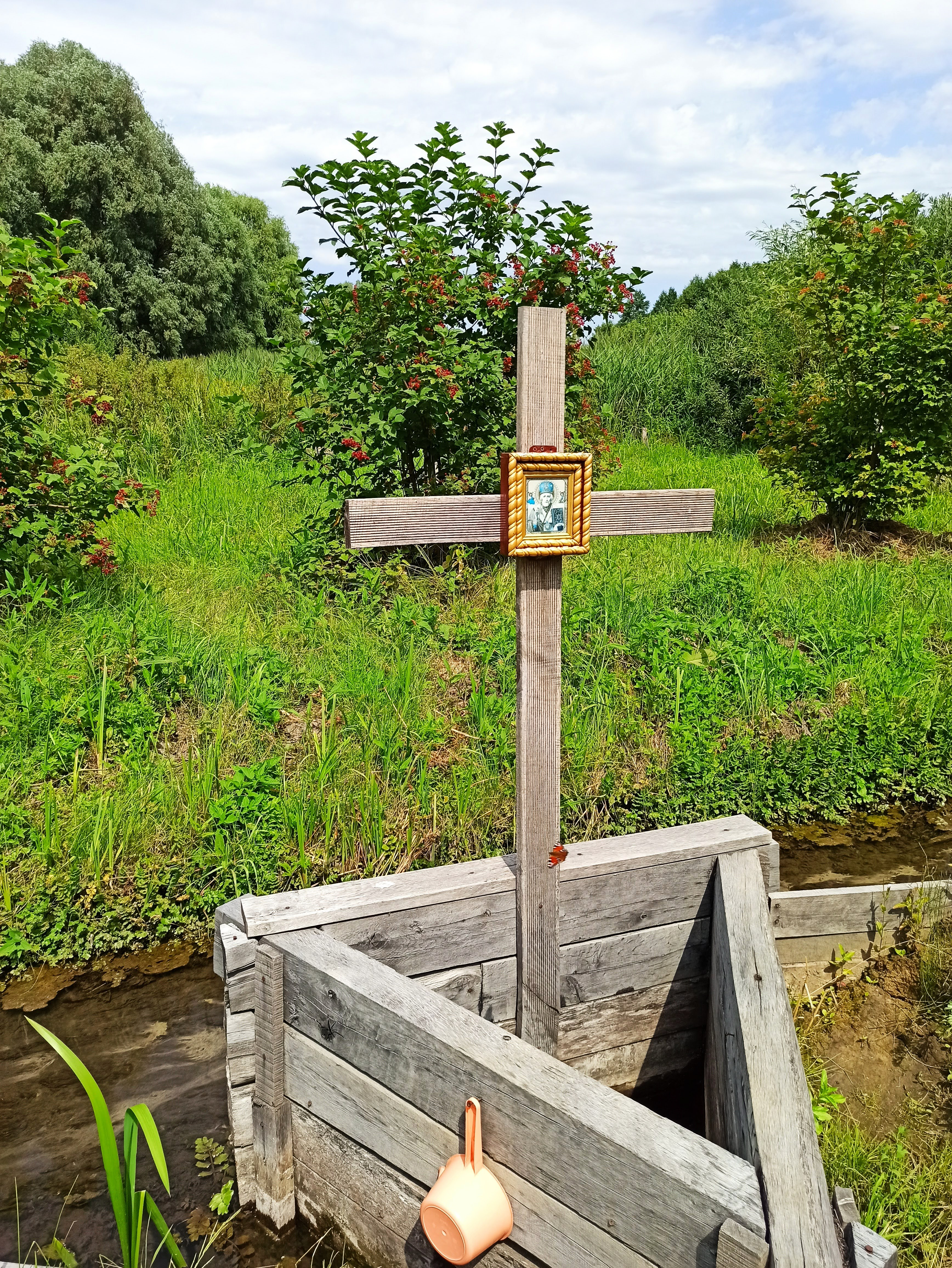
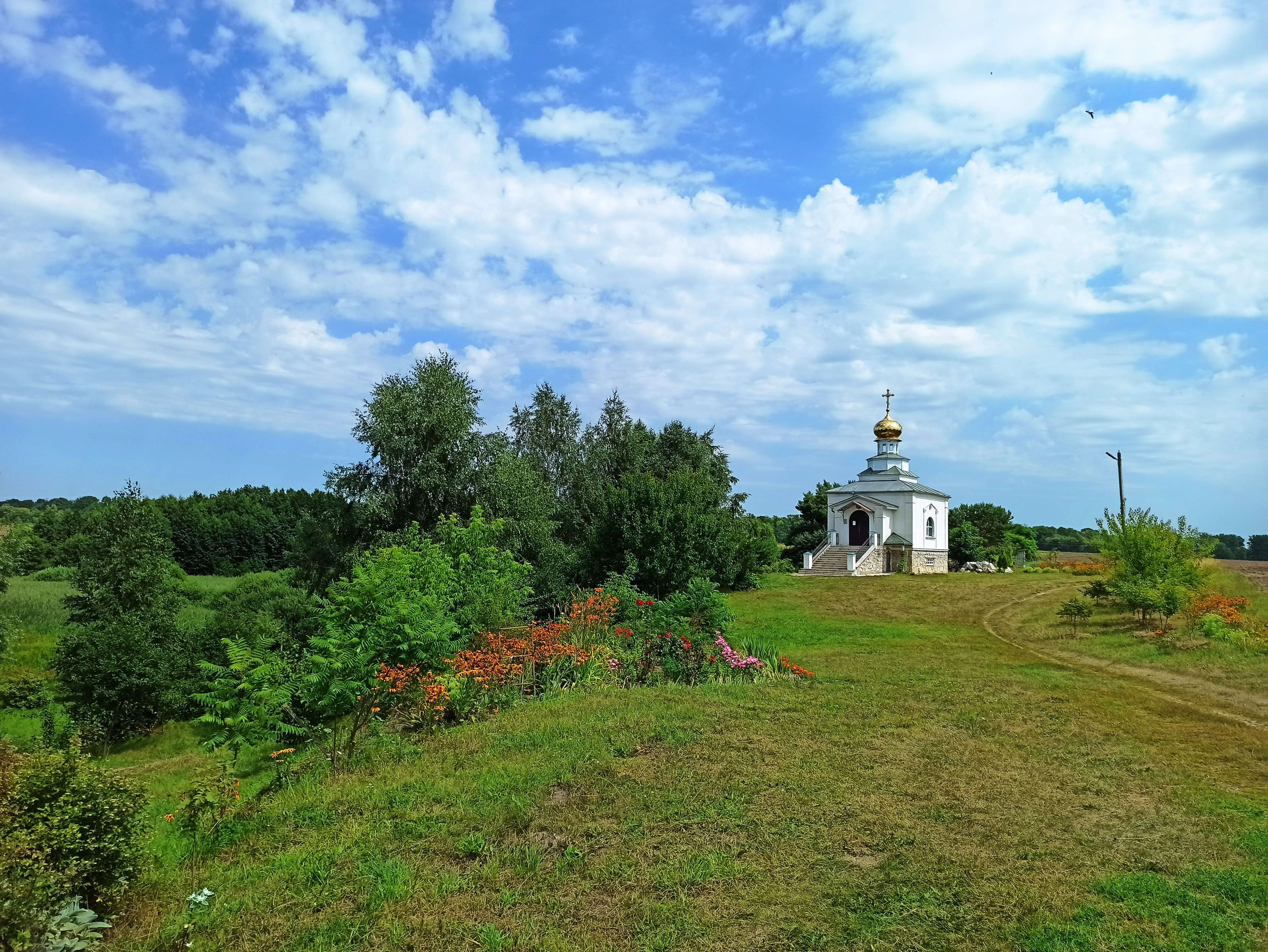
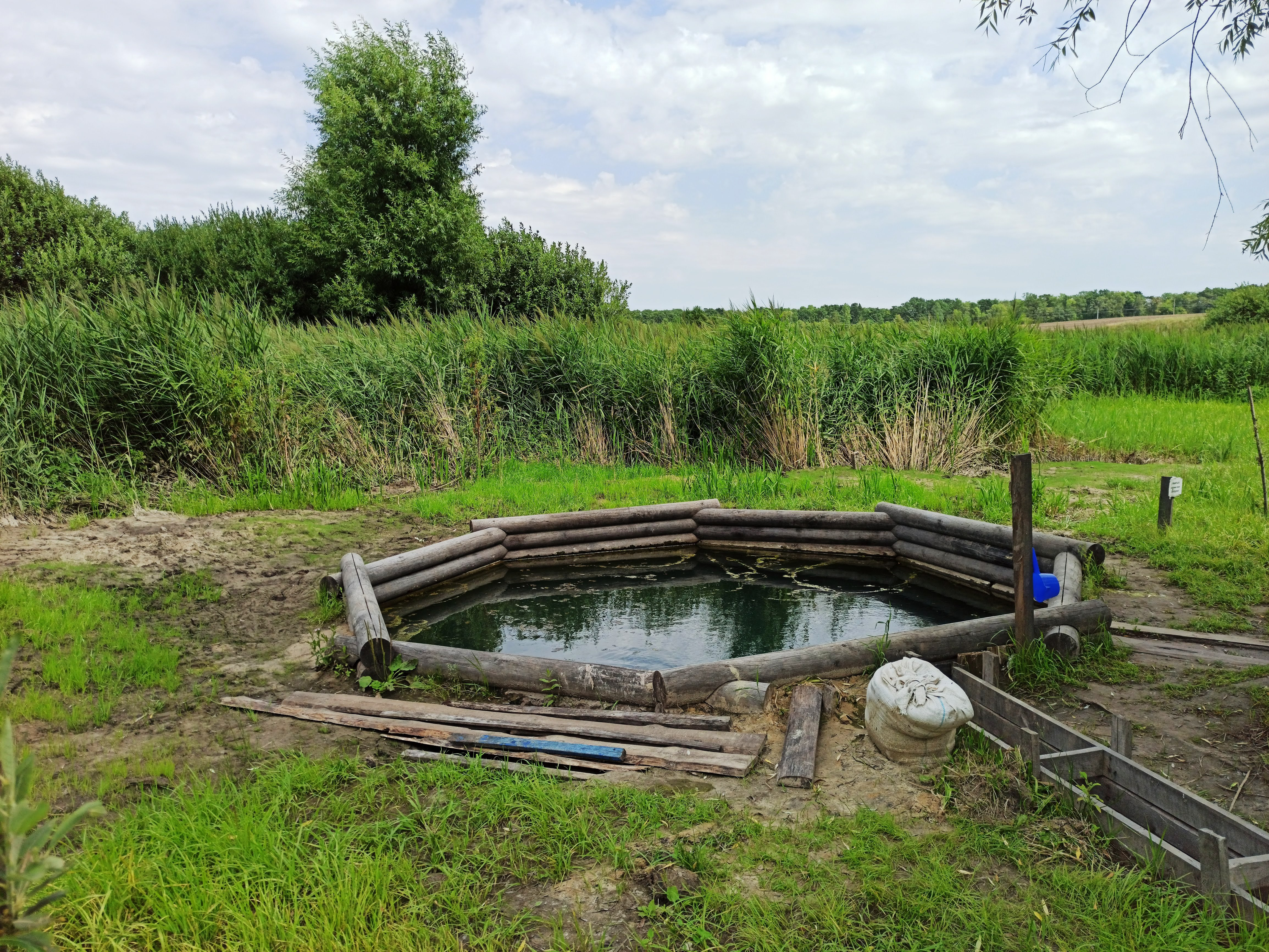
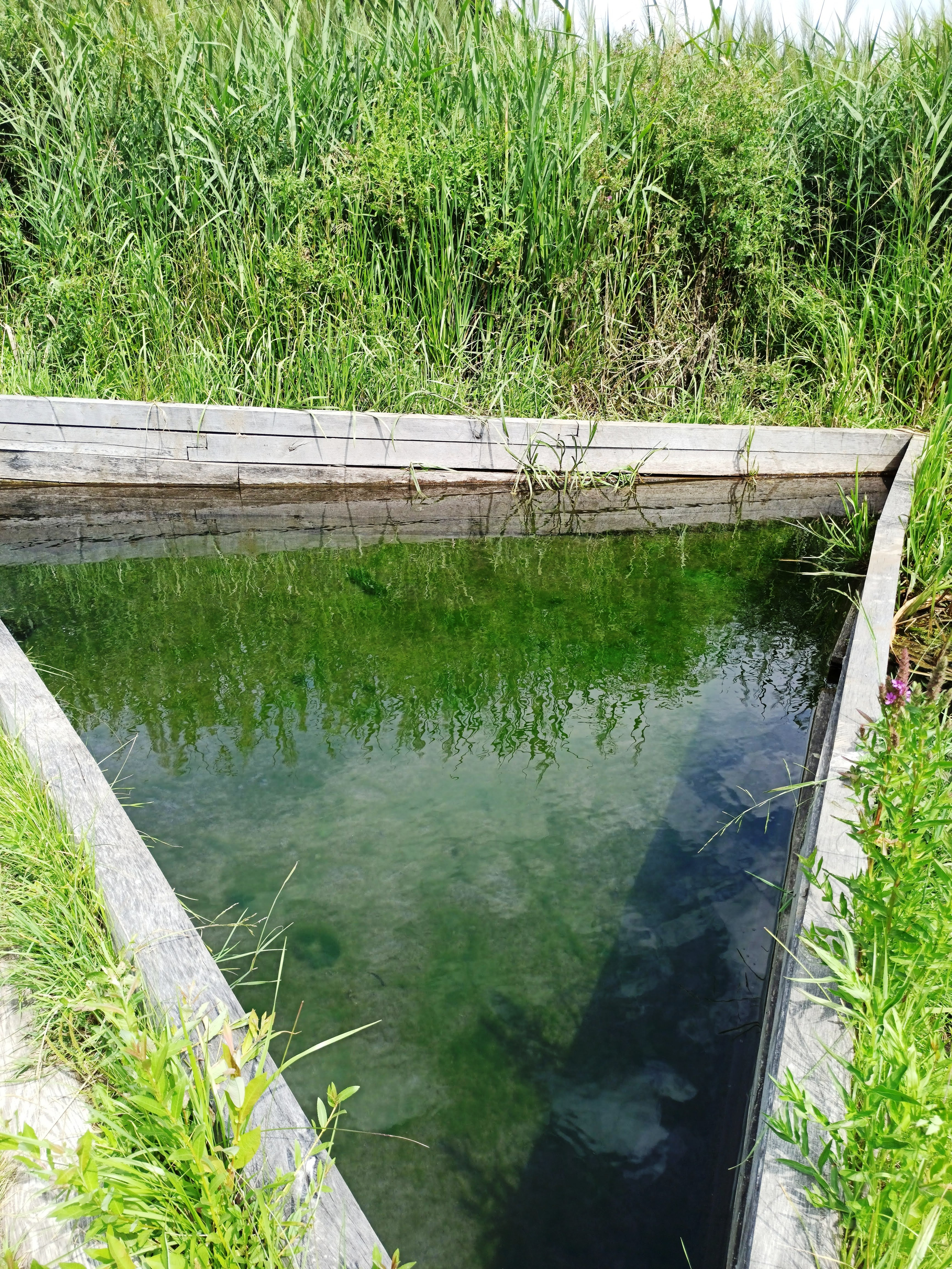
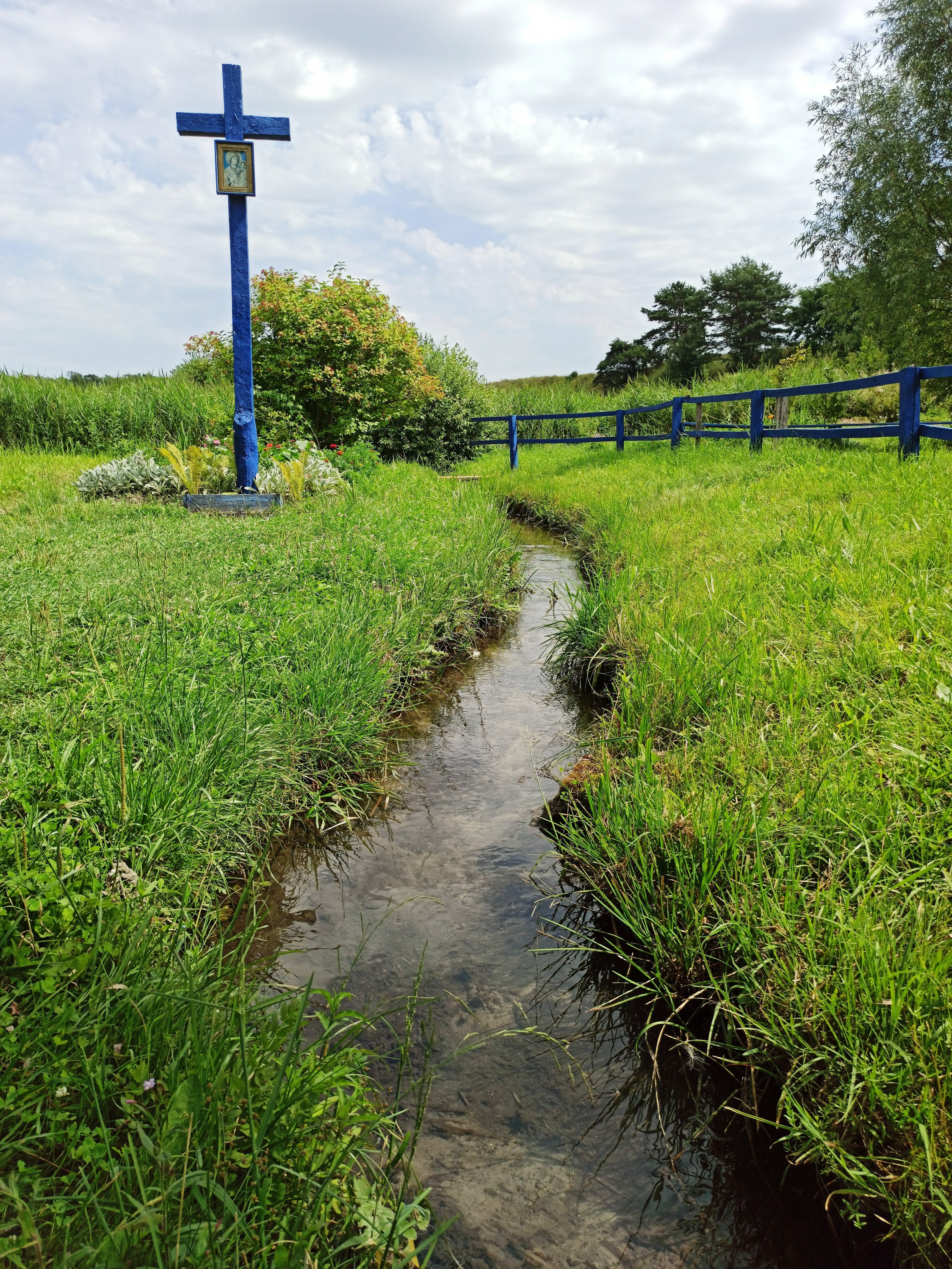
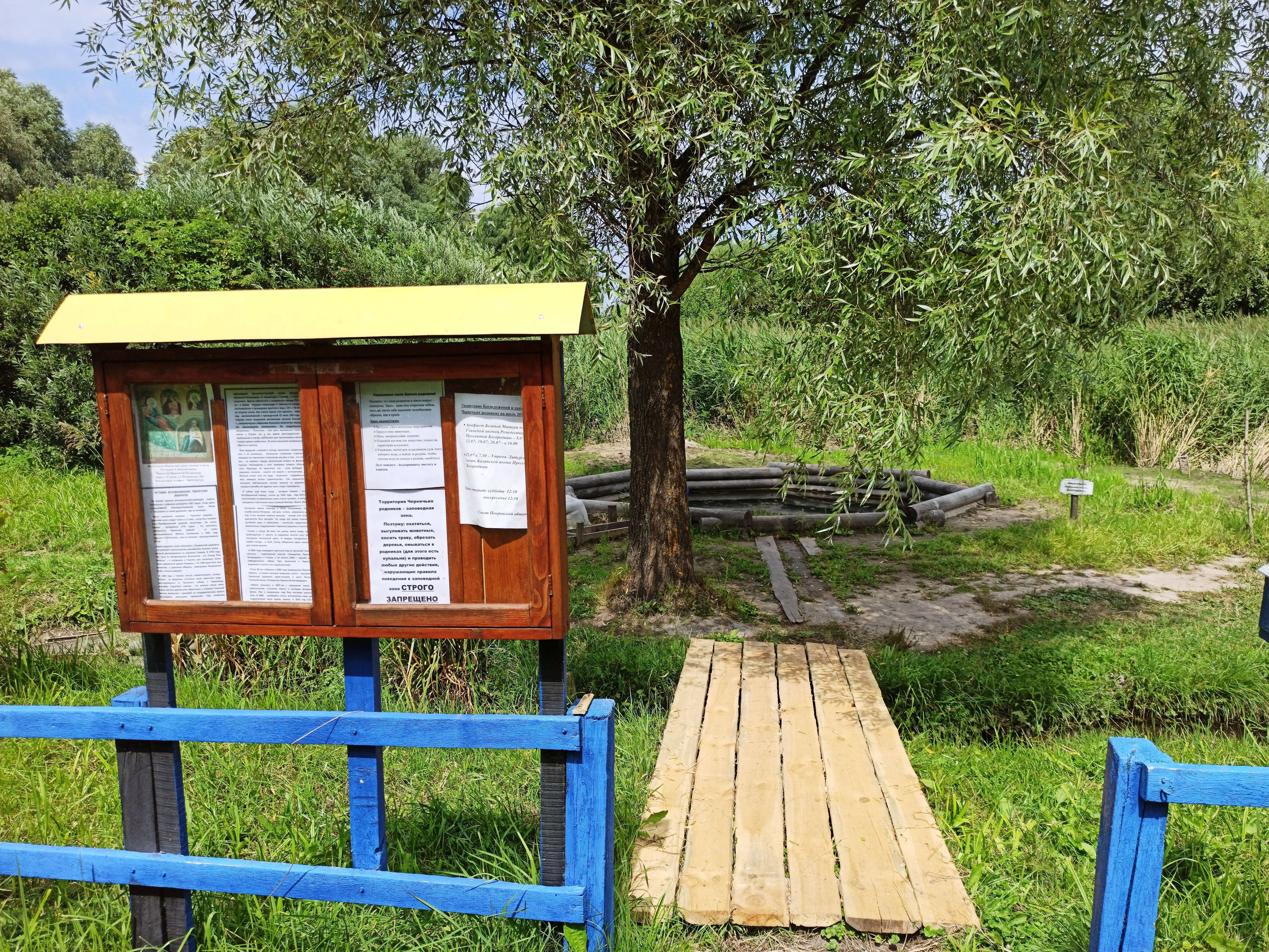
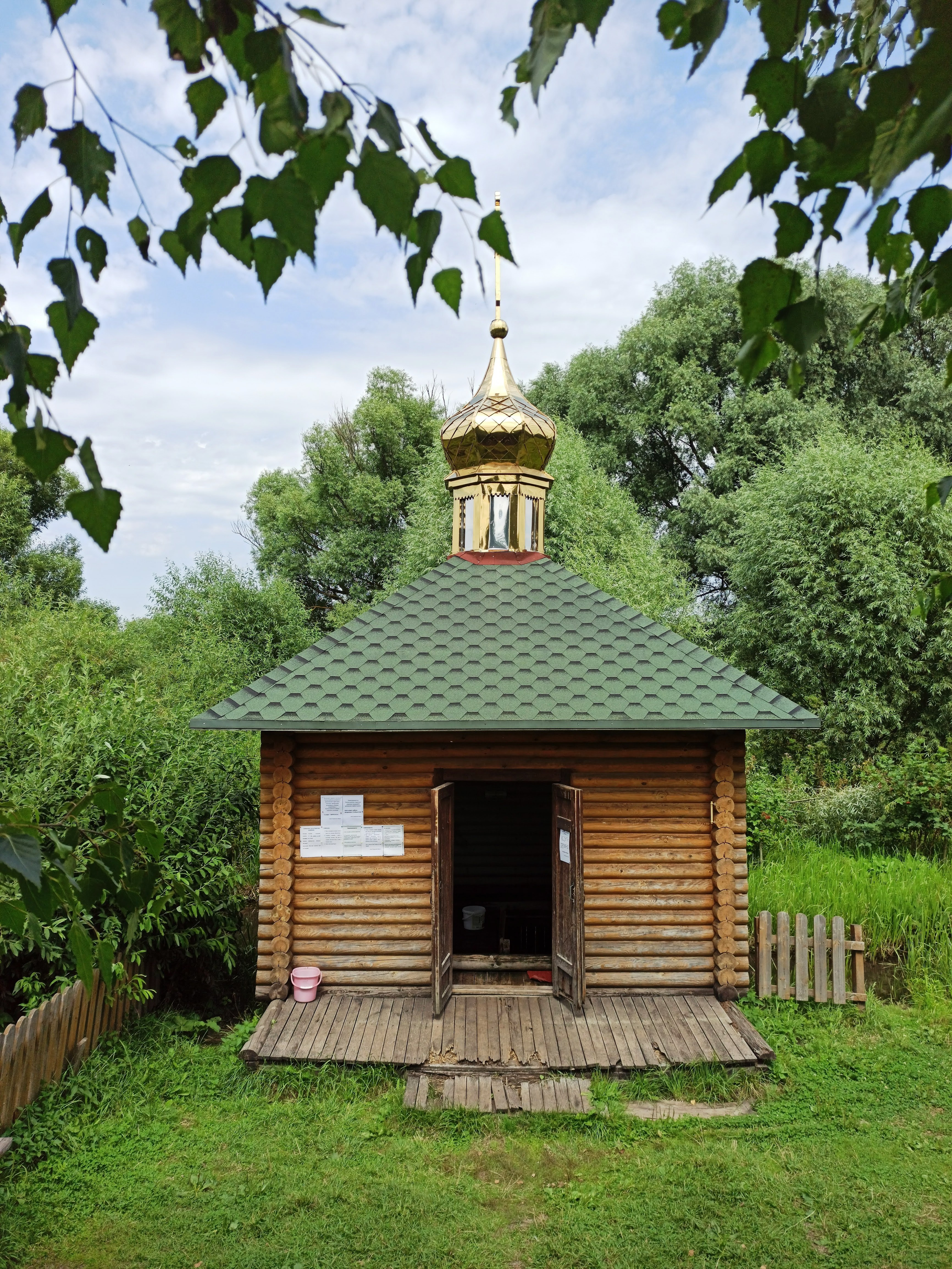